# 스팸 무스비
스팸 무스비(スパムむすび, spam musubi)는 일본의 전통 요리인 주먹밥과 태평양 섬 지역에 미군 식량으로 보급된 스팸을 바탕으로 만들어진 음식으로, 하와이에서 일반적으로 경식, 간식으로 먹는다.

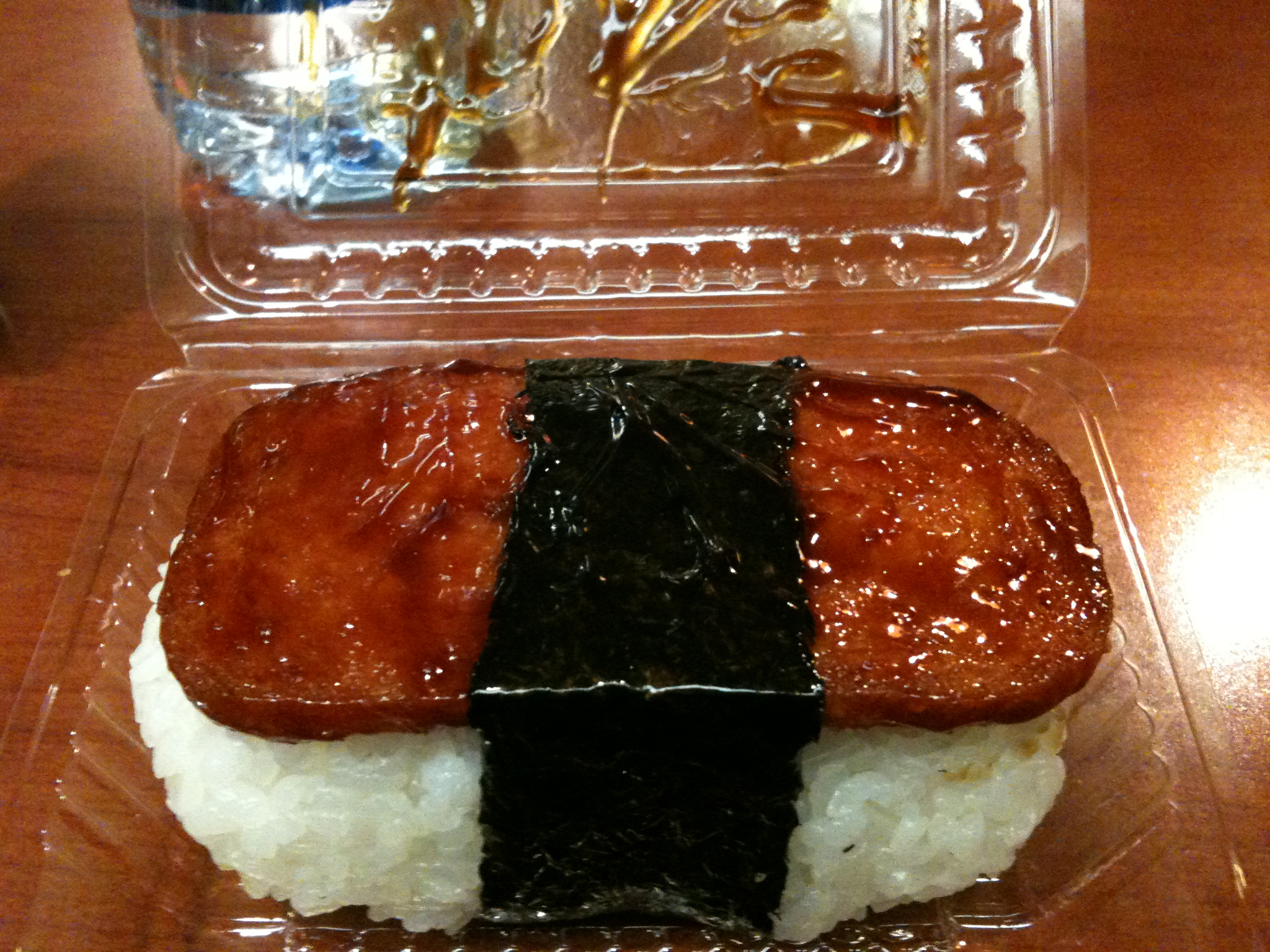
편의점에서 개별 포장되어 판매되는 스팸 무스비

스팸 무스비는 저렴하고 간편하기 때문에, 하와이 전역에 있는 편의점에서 쉽게 구입할 수 있다.

## 같이 보기
- 오니기리(오무스비)
- 하와이 요리
- 하와이안 피자